# Osava, Hust
Osava (în ucraineană Осава) este un sat în comuna Lîpcea din raionul Hust, regiunea Transcarpatia, Ucraina.

## Demografie
Componența lingvistică a localității Osava
     Ucraineană (99,69%)
     Alte limbi (0,31%)
Conform recensământului din 2001, majoritatea populației localității Osava era vorbitoare de ucraineană (99,69%), existând în minoritate și vorbitori de alte limbi.